# Cosmophasis squamata
Cosmophasis squamata là một loài nhện trong họ Salticidae.
Loài này thuộc chi Cosmophasis. Cosmophasis squamata được Wladislaus Kulczynski miêu tả năm 1910.